# ترنس-فلوریدار ایرلاینز
ترنس-فلوریدار ایرلاینز (به انگلیسی: Trans-Florida Airlines) یک شرکت هواپیمایی است که در تاریخ ۱۹۶۶ میلادی تأسیس شده است. دفتر مرکزی ترنس-فلوریدار ایرلاینز در دیتونا بیچ، فلوریدا، ایالات متحده آمریکا واقع شده‌است و قطب این شرکت هواپیمایی در فرودگاه بین‌المللی روزتونا بیچ قرار دارد.